# 土倉龍治郎
土倉龍治郎（どくら りゅうじろう、1870年（明治3年）10月1日 - 1938年（昭和13年）10月15日)、日本の実業家。土倉龍次郎と表記される場合がある。

## 略歴
- 1870年（明治3年） 奈良県吉野郡川上村に生まれる
- 1895年（明治28年） 台湾へ渡る
- 1903年（明治36年） 台北電気株式会社を設立
- 1909年（明治42年） 帰国
- 1910年（明治43年） カーネーション栽培を開始
- 1932年（昭和7年） 大日本カーネーション協会設立、会長就任
- 1938年（昭和13年） 68歳没。墓所は多磨霊園[1]。

## 台湾への貢献・業績
同志社普通学校卒業の後、台湾に渡る。日本統治下の台湾において林業、樟脳採取事業で成功、また台湾で初めての水力発電会社を設立した。1万ヘクタールの山林を300年租借し、森林開発を行った。樟脳事業では台湾製脳合名会社を設立、大規模な生産に乗り出し、製脳窯は450基・生産従事者は2,000人を超えた。土倉が社長を務めた台北電気は、台湾初の電力会社であったが、水力発電所（亀山発電所）を建設中に総督府によって官営化された。官営化後に完成した亀山発電所は出力660馬力というものであった。台湾で龍治郎と言えば、水力発電の父であり、近代林業の父であり、そして樟脳事業の父でもある。

## 新島襄・同志社
龍治郎の父、土倉庄三郎は明治期の林業家で、自由民権運動のパトロンと言われ、板垣退助他の人々を支援したり、新島襄・成瀬仁蔵の教育理念に賛同し、同志社大学・日本女子大学の設立に物心両面からの協力を惜しまなかったなど、幅広い分野に強い影響を与えた。龍治郎は、他の姉弟妹と共に同志社に学んだ。庄三郎の子供達は創立者新島の薫陶を受けつつ、皆、新島夫妻（襄の妻は新島八重）から可愛がられた。
新島は父・庄三郎へ厚く信頼を寄せていた。又、龍治郎を高く評価していた。庄三郎に対し「・・・龍治郎君は遠からずして東京大学予備門にご加入は相叶い申すべく・・・」との書簡を送るが、龍治郎は父への長文の請願書を認め、国外雄飛の夢を実現すべく台湾に赴いた。
龍治郎の性格を津下紋太郎（学友で土倉家の台湾事業部総支配人、のち日本製鉄・日本石油専務）は、「温厚篤実の君子人の風格を有しており、生来創業の事に趣味と才能を持ち、柔道はほとんど天才的で、剛胆さもかなりのものであった」と評している。気宇壮大さと優しさを兼ね備えた人柄であったようである。

## カーネションの父
1909年（明治42年）、龍治郎は土倉本家の要請により、事業を三井物産に譲渡し帰国、翌年よりカーネーションの栽培を始める。カーネーションの日本への伝来は江戸時代初期以前と記録されている。
時は移り、龍治郎帰国の年に米国シアトルに在住していた澤田（名不明）が帰国の際に「ホワイト・エンチャントレス」、「ピンク・エンチャントレス」、「ビクトリー」、「ローズ・ピンク・エンチャントレス」等、他にも2, 3の品種を持ち帰ったが栽培法に精通しなかった為、生産化には至らなかった。後に土倉龍治郎が近代的栽培技術や体制を構築し、新しい品種を生み出し日本にカーネーションを定着させた。この業績により「カーネーションの父」と称されるようになった
。土倉は犬塚卓一と共に1936年（昭和11年）、名著「カーネーションの研究」（修教社書院）を上梓している。

## カルピス
龍治郎は、カルピス創業にも大きく関わった。カルピス創業者三島海雲は中国北京在住中、東文学舎で龍治郎の弟、土倉五郎と出会い親交を結ぶ。1903年（明治36年）、龍治郎・五郎の実姉、原富子（原六郎の妻）に提供を受けた1万円の半分で、北京の東端牌楼に化粧品や布地・雑貨などを扱う「日華洋行」を開く。また、陸軍大臣から蒙古での軍馬調達の指名を受けた五郎のすぐ上の兄、土倉四郎の依頼で内モンゴルにてその任に当たる。
曲折を経て辛亥革命による清国の滅亡によって三島は無一文になり、1915年（大正4年）帰国する。破産状態の三島は龍治郎を頼り、龍治郎もこれに応えた。三島は龍治郎を「親のように」とか「親代わり」というように表現している。また、土倉一族を恩人として、援助に対する感謝を述べている。三島の生家、大阪・箕面の浄土真宗・教学寺にある頌徳碑にも天野貞祐によりそのことが記されている。
三島は蒙古での体験から乳酸菌を利用した食品の製造販売を目的とする会社設立を龍治郎に懇請した。龍治郎は三島の願いを聞き入れ、一族や学友等とはかりカルピスの前身「ラクトー製造株式会社」を設立した。当初、乳酸発酵を利用したものを複数売り出すが、何れも成功しなかった。この頃三島をよく助け、日夜寝食を忘れて乳酸菌の食品・飲料への応用に取り組み後のカルピスの常務になった片岡吉蔵が研究開発の傍ら、ある日脱脂乳に砂糖を入れて一昼夜おいて飲むととても美味いものができた。三日目には更に美味くなることを発見した。当時、毎日のように経営上の相談・報告の為、龍治郎宅と会社の間を行き来していた三島は龍治郎に試飲を仰いだ。龍治郎は隣家の義弟、青木鉄太郎と共にこれを飲み、それまでの試作品とは全く異なる評価を与え、商品化を強く勧めた。偶然の所産、飲み物カルピスの誕生である。

## 親族
- 長男　土倉冨士雄（カルピス食品工業元社長・会長）
- 末男　土倉正雄（木村化工機元社長）
- 孫　　土倉英資（カルピス食品工業元役員）
- 義兄　原六郎（第百国立銀行・横浜正金銀行頭取、富士製紙他社長、東武鉄道・帝国ホテル他役員）
- 義弟　内田康哉（外交官、明治・大正・昭和の外務大臣、南満州鉄道総裁・従一位勲一等 伯爵）
- 義弟　佐伯理一郎（同志社病院院長、京都看病婦学校校長）
- 義弟　川本恂蔵（同志社病院副院長）
- 義弟　青木鉄太郎（高砂商工銀行頭取、日本興業銀行理事）
- 甥　　原邦造（愛国生命保険・明治製粉社長、室町物産(三井物産）会長、帝都高速度交通営団総裁、日本航空会長、日銀政策委員等）
- 甥　　内田寛治・伯爵（妻は貴族院議員・中御門経恭・侯爵の二女 溢子）

## 脚註
1. ↑  “土倉龍治郎”. www6.plala.or.jp. 2024年12月6日閲覧。
2. ↑  台湾の電気事業 台湾日日新報 神戸大学附属図書館デジタルアーカイブ 2018年8月3日閲覧。
3. 1 2  近代台湾経済とインフラストラクチュア 東京大学社会科学研究所p73 湊照宏 近代台湾における中小工場と電気事業 2018年8月3日閲覧。
4. 1 2 3  『森と近代日本を動かした男』田中淳夫 著洋泉社2012年
5. ↑  『新島襄ー近代日本の先覚者』学校法人同志社編 晃洋書房 1993年
6. ↑  『日本女子大学学園辞典・創立百年の軌跡』日本女子大学 1965年
7. 1 2  『長寿の日常記』三島海雲著日本経済新聞 1966年
8. ↑  『新島襄 人と思想』井上勝也 著  晃洋書房 1990年
9. ↑  『新島襄の手紙』同志社 編集・発行 岩波書店 2005年
10. ↑  『同志社談叢』第二十五号 同志社社史資料センター 編集・発行 2005年
11. ↑  『カーネーション生産の歴史』社団法人　日本花き生産協会 2009年
12. ↑  『「気」の十全自叙伝』河野十全 著 青葉出版 1993年
13. ↑  『カルピスの戦略』大谷進著 読売新聞社 1974年、『私の履歴書 （経済人10）』 日本経済新聞社 1980年
14. ↑  『三島海雲 初恋五十年』ダイヤモンド社 1965年